# Alfta-Ovanåkers församling
Alfta-Ovanåkers församling är en församling i Hälsinglands södra kontrakt i Uppsala stift som omfattar hela Ovanåkers kommun. Församlingen utgör ett eget pastorat.

## Administrativ historik
Församlingen bildades 2012 genom en sammanslagning av Alfta och Ovanåkers församlingar.

## Kyrkobyggnader
- Alfta kyrka
- Grängsbo lillkyrka
- Svabensverks kyrka
- Mattsmyra kapell
- Sankt Olofs kapell
- Öjungs kapell
- Ovanåkers kyrka
- Voxna kyrka